# Cocorul (constelație)
Cocorul este o constelație australă.

## Obiecte cerești

### Nebuloase,roiuri de stele,galaxii
Coordonate:  22h 00m 00s, −47° 00′ 00″